# Прозоров, Лев Рудольфович
Лев Рудо́льфович Про́зоров (творческий псевдоним Озар Ворон; 29 мая 1972, Ижевск — 16 марта 2020, Уфа) — российский писатель, публицист, идеолог славянского неоязычества (родноверия), считал себя русским нацистом.
Сторонник идеи «арийского» происхождения славян. Автор ряда книг о Древней Руси, отличающихся тенденциозным подбором фактов, небрежностью, непрофессиональностью и большим количеством фактических ошибок; критики также дают некоторые положительные оценки его работам .
Также известен как автор художественных произведений в жанре «родноверческого» фэнтези. По мнению историка В. В. Долгова, Озар Ворон (Лев Прозоров) «был, пожалуй, единственным по-настоящему известным ижевским писателем».

## Биография
Родился 16 марта 1972 года в городе Ижевске. По словам Льва Прозорова, его мать в 1960-е годы вела кружок атеистов, а отец был агитатором и пропагандистом. Дед по отцовской линии работал в Народном комиссариате внутренних дел, а дед по материнской линии был подполковником во время Великой Отечественной войны и, как писал Лев Прозоров, «исповедовали культ личности вождя». Бабушка по отцовской линии, как указывал писатель в интервью для федерации Русского Боевого Многоборья, была «удмуртка, деревенская ведьма».
Окончил ижевскую среднюю школу № 69. В 1990 году поступил на исторический факультет Удмуртского государственного университета. Окончил в 2000 году. Там же пошёл в аспирантуру на кафедру дореволюционной отечественной истории. В бытность аспирантом в Ижевске за распространение газеты «Русский взгляд» был признан виновным судом по 282-й статье «Разжигание межнациональной розни». В тот же день его амнистировали, приняв во внимание «деятельное раскаяние». Кандидатскую диссертацию не защитил.
Работал в различных областях: в школе, в охране, в журналистике, в том числе в ижевском журнале «Луч», был сначала курьером, а позже стал редактором. В 2003 году написал «Святослава», которую издал только в 2006 году вместе с ещё четырьмя книгам по тематике Древней Руси. В 2017 году в Удмуртском государственном университете окончил магистратуру по истории.
В последние годы проживал в Уфе. 17 февраля 2020 года был госпитализирован с инсультом; 16 марта 2020 года скончался.

## Взгляды

### Политические и религиозные убеждения
Лев Прозоров считал себя по политическим взглядам русским национал-социалистом, по вероисповеданию — родновером (славянским неоязычником). В интервью красноярскому клубу русского боевого многоборья «Ярь» он определял своё становление в данной среде следующим образом:

Знаете, очень трудно сказать, что определило моё мировоззрение. Вот в политическом плане, как я уже сказал, моё мировоззрение определила встреча с Доброславом. А в отношении родноверия я даже не могу назвать поворотной точки. Это то, чем я интересовался, чем я увлекался, чем я жил с раннего детства. Помню, советский мультфильм «Детство Ратибора» произвёл на меня колоссальное впечатление. «Нормальные» дети рисовали машинки-танчики, а я рисовал воинов в остроконечных шлемах, вырезал идолов — из бумаги ещё. Так что в этом отношении — я не знаю, где ткнуть пальцем в поворотный пункт. В отношении политических убеждений — безусловно, Доброслав, 1992 год, праздник Купалы. В отношении веры — я как-то с этим вырос.
— из интервью с клубом «Ярь»
Наиболее почитаемое им божество — Велес. Прозоров принимал термин «язычество», но утверждал, что у древних славян было представление о едином Боге, объединяющем сонм богов и породившем мир. Вслед за академиком Б. А. Рыбаковым, он писал, что этим единым богом был Род, но указывал, что этот бог не был единственным. Из исторических деятелей бесспорное предпочтение отдавал князю Святославу Игоревичу. В книге «Святослав Хоробре: Иду на Вы!» Прозоров рассматривает Хазарию как источник зла, поскольку там правили евреи, и прославляет «современных последователей князя Святослава» — скинхедов. Там же он утверждает, что написанная евреями Библия проповедует расизм.

### История
В Вестнике «Союза славянских общин» «Вятич» Прозоров написал статью «Северная прародина в Велесовой Книге», где высказывал аргументы в пользу подлинности данного текста. Сторонник кланового устройства общества. Прозоров разделял идею наличия у славян дохристианской письменности. В отличие от большинства других родноверов, признавал и оправдывал обычай человеческих жертвоприношений у древних славян. Являлся сторонником антинорманизма. В образе Ильи Муромца Прозоров отмечал многочисленные признаки, указывающие на реликтовый языческий пласт в эпическом мировосприятии.
В 2012 году Прозоров критически высказывался о псевдонаучном фильме М. Н. Задорнова «Рюрик. Потерянная быль»:

Задорнов истово исповедует РАкомольство (РАссея, У-РА и пр.) и чудиновщину. Так что клоунским фильм будет не только по авторству, но и по содержанию.
— из комментария к новости о создании фильма про Рюрика
Однако в 2015 году Прозоров дал полуторачасовое интервью Задор-ТВ (официальный YouTube-канал Михаила Задорнова) для новой киноленты М. Задорнова «Вещий Олег. Обретённая быль», посвящённой князю Вещему Олегу.

### Культура
Лев Прозоров полемизировал с Константином Крыловым, считая, что главная беда отечественного фэнтези и отечественной массовой культуры — это привитое ещё советским сказочным кино насмешливое, ироническое отношение к собственной мифологии, а не западное влияние, рассуждения о котором всего лишь «уводят в дебри» цивилизационной теории. Необходимо восстанавливать, развивать уважение к русской культуре, «поднимать пласты» забытой мифологии, актуализировать «славное прошлое» в его «неискажённом» облике.

## Критика
Взгляды на историю Льва Прозорова неоднократно подвергались критике, как со стороны учёных-историков, так и блогеров и журналистов, пишущих на исторические темы, за трактовки в пользу своего неоязыческого мировоззрения, расцениваемые как тенденциозные. В частности, историк и исследователь современного неоязычества Р. В. Шиженский отмечает, что в книге Льва Прозорова «Святослав Хоробре: Иду на Вы!» воспроизведён один из основных по мировоззренческой значимости русских неоязыческих мифов о еврейско-хазарском происхождении князя Владимира Святославича, из-за которого он и ввёл христианство, орудие порабощения «арийцев» евреями. «Ушлая рабыня успела соблазнить молодого князя и родила от него мальчика». Владимир обвиняется в предательстве веры предков. Идея еврейского или хазарского происхождения князя не признана в научном сообществе и противоречит данным репрезентативной ономастической базы Древней Руси, летописным источникам и имеет ряд сложностей для логического обоснования.
Историк В. В. Долгов в книге «Быт и нравы Древней Руси XI—XIII вв.» отметил, что подбор Прозоровым фактов для доказательства теории о кастовом строе древнерусского государства тенденциозен и полностью игнорирует летописные сведения о социальной мобильности на Руси, вместе с тем называет его книгу «Боги и касты языческой Руси» «весьма интересной и неожиданной». Историк С. В. Козловский, отнеся работы Прозорова к числу публикаций, «серьёзно снизивших научную планку былиноведения», отметил, что его исследования «не всегда свободны от тенденциозности» по причине его языческих убеждений, но «отличаются талантливой обработкой материала и популярным изложением тем». В свою очередь, историк Т. О. Галкин в рецензии на книгу «Варяжская Русь: славянская Атлантида» отметил, что в ней «в претенциозной форме подаётся история, обычаи, религия и политика ряда западнославянских племён с южных берегов Балтики» и знакомство с текстом вызывает «чувство ознакомления с курсовой работой студента 2—3 курсов исторического факультета», поскольку имеет место небрежность и компилятивность, привлекаемые Прозоровым археологические, исторические, лингвистические и топонимические источники не подвергаются им «даже малейшей попытке их анализа». Галкин считает, что «сама работа Л. Р. Прозорова является конспектом работы Гильфердинга с добавлением данных археологии и лингвистики» и высказывает мнение, что «автору незнакомо понятие элементарной критики источника», поскольку всё, что излагается в летописях, «принимается на веру, без какой-либо критики», а последняя присутствует, только когда нужно сказать о национальности или вероисповедании летописца, что «сложно назвать научностью и конструктивностью». Галкин указывает, что для «автора характерен крайний антинорманизм, причем в формах, не допускающих дискуссию» и что он «явно не умеет и не хочет работать с археологическими источниками, „выдергивая“ из их массы только то, что подходит под его концепцию». В целом рецензент приходит к выводу, что хотя «с одной стороны, видна увлечённость автора темой; с другой, всё выполнено настолько небрежно и непрофессионально, словно студент сдаёт просроченную курсовую», как и ещё раз обращает внимание на наличие фактических ошибок и искажение фактов.
Историк В. А. Шнирельман рассматривает, как Лев Прозоров развивает националистический хазарский миф. В частности, он указывает на предвзятость Прозорова, который, связывая хазар с евреями, положительно оценивает «погром», якобы устроенный воинством Святослава в Хазарии, а также подчеркивает имевшуюся, по его мнению, крайнюю бескомпромиссность и жестокость в отношении степняков в русских былинах, но крайне негативно рассматривает еврейские походы под предводительством Иисуса Навина.
Историк Н. А. Кутявин в своих статьях рассматривает несколько нарративов. В частности, представления о древнеславянском обществе как «золотом веке» на основе интерпретаций, которые противоречат источникам. Как указывает Кутявин, в книгах Прозорова прослеживается идейное влияние теоретика «интегрального традиционализма» Рене Генона. В частности, Прозоров пользуется его противопоставлением языческого «манифестационизма» и христианского креационизма, называя эту дихотомию научной, при этом не ссылается на Генона. Отмечается избирательность Прозорова в дискуссионных вопросах и подборе источников, приписывание древнеславянскому обществу современного расового мышления и антисемитизма. В другой работе Кутявин рассматривает образ князя Святослава и указывает, что в основе гипотез Прозорова лежат не доподлинно известные факты, а вольные размышления, который читатель может не заметить за счёт таланта к литературному художественному творчеству.
В 2014 году вышла книга Владимира Филиппова и Михаила Елисеева «10 мифов Древней Руси. Анти-Бушков, анти-Задорнов, анти-Прозоров». В ней Лев Прозоров охарактеризован как представитель альтернативной истории (в значении фолк-хистори), противоречащей историческим фактам, а также как автор мифов, укрепившихся в массовом сознании. Существенная часть издания посвящена разбору идей Прозорова. При этом он охарактеризован как хороший литератор, имеющий дар убеждения.
В 2018 году на канале Дмитрия Пучкова появилось видео «Александр Кадира об антинаучных трудах Льва Прозорова». Старший научный сотрудник музея «Огненная дуга» Белгорода Александр Кадира и исторический реконструктор Клим Жуков обсудили ряд идей Прозорова, которые были охарактеризованы как «лженаучные».
Выдвинутые Прозоровым толкования истории Руси (в частности, он считал язычниками монахов Александра Пересвета и Родиона Ослябю) вызвали неодобрение и представителей РПЦ. Так, кандидат философских наук, иеромонах Иов (Гумеров) посвятил тезисам Прозорова критическую статью. На сайте Миссионерского отдела Рязанской епархии была выложена публикация «Казаки-язычники», где опровергалось представление Льва Прозорова о Степане Разине как язычнике. Также на данную публикацию из блога ссылается внештатный сотрудник этого отдела Максим Кузнецов в своей книге «Российское неоязычество. История, идея и мифы», как на подробный разбор одного из мифов неоязычества. В неоязыческой среде концепции и подходы Льва Прозорова критиковали Валерий Чудинов и Сергей Лифантьев (Скрытимир Волк).

## В массовой культуре
- Упомянут под своим именем в романе Андрея Валентинова «Царь-Космос»:

Экспедиция, посетившая Шушмор при Александре ІІ, счистив часть наросшей за долгие годы земли, обнаружила там пустоты, частично заполненные камнями и той же землей. Шесть вертикальных камней водили свой вечный хоровод вокруг чего-то, вырубленного в цельном розовом монолите. Поскольку Камы были Волосатыми, начальник экспедиции, известный исследователь русского язычества Лев Прозоров, решил, что это и есть искомый храм Волоса-Велеса.
- В романе Андрея Максимушкина «Риона» он присутствует под своим языческим именем: «Озар Ратиборович Прозоров, известный в научных кругах ксенопсихолог, в настоящее время возглавлявший кафедру в Арконском университете».
- В романе Вадима Долгова «Мечник. Око Перуна» — прототип князя-язычника Ворона[50]

## Сочинения
Книги
- «Святослав. Род и Родина» — 2-е изд. — М.: Белые альвы, 2006. — 3000 экз. (первоначально издана под названием «Святослав Хоробре. Иду на Вы!», в дальнейшем издавалась под другими названиями) — о князе Святославе Игоревиче.
- «Язычники крещёной Руси (Повести чёрных лет)». — 1-е изд. — М.: Эксмо-Яуза, 2006. — 3000 экз.[51]
- «Боги и касты языческой Руси (Тайны киевского Пятибожия)». — 1-е изд. — М.: Эксмо-Яуза, 2006. — 4000 экз.
- «Кавказский рубеж. На границе с Тмутороканью». — 1-е изд. — М.: Эксмо-Яуза, 2006. — 4000 экз. (впоследствии книга неоднократно переиздана, в некоторых переизданиях по решению издательства называется Кавказская Русь[52])
- «Времена русских богатырей. По страницам былин — в глубь времён». — 1-е изд. — М.: Эксмо-Яуза, 2006. — 4000 экз. (впоследствии неоднократно переиздана, в некоторых переизданиях по решению издательства называется Богатырская Русь) — о древнерусских богатырских воинских традициях и их отражении в былинах.
- «Евпатий Коловрат». — 1-е изд. — М.: Эксмо-Яуза, 2009. — 4000 экз. — исторический роман в жанре криптоистории о борьбе рязанского воеводы Евпатия Коловрата против Батыева нашествия.
- «Варяжская Русь». — 1-е изд. — М.: Эксмо-Яуза, 2010. — 4000 экз. — о западнославянских державах, существовавших на территории современной Германии.
- «Крикса» — рассказ в сборнике Городская фэнтези-2010. — 1-е изд. — М.: Эксмо, 2010. — С. 239—254. — 10 000 экз. — самый известный рассказ Льва Прозорова в жанре фэнтези, выложенный на «Самиздате» в 2005 году[53].
- «Мечеслав. Я сам себе дружина!» — 1-е изд. — М.: Яуза, 2013. — 5000 экз.
- «Мечеслав. Слава Перуну!» — 1-е изд. — М.: Яуза, 2013. — 4000 экз.
- «Мифы о Древней Руси. Историческое расследование». Издательство: Эксмо, Яуза. Год: 2016. ISBN 978-5-699-86262-7

Статьи
- Ещё раз о начале Руси: по поводу монографии В. Я. Петрухина «Начало этнокультурной истории Руси IX—XI веков» // Государство и общество. — 1999. — № 3—4. — С. 219—226.
- Озар Прозоров. Северная прародина в Велесовой книге // Вестник Союза Славянских Общин «Вятич». — 2000. — № 1 (14).
- Этническое и расовое самосознание в русском эпосе // Тезисы докладов Российской научно-практической конференции «Этнический фактор и политика. История и современность» 3—4 марта 2000. — Ижевск: Издательский дом «Удмуртский университет», 2000. — С. 35—39.
- Об исторической конкретике в былинах // Тезисы докладов 5-й Российской университетско-академической научно-практической конференции. — Ижевск, 2001. — Ч. 2.
- Мятежи волхвов в Верхнем Поволжье XI в.: индоевропейские параллели  // Исторические истоки, опыт взаимодействия и толерантности народов Приуралья: материалы междунар. науч. конф., Ижевск, 29-31 октября 2002: к 30-летию Камско-Вятской археологической экспедиции. — Ижевск, 2002. — С. 399—402.
- Диалоги с волхвами в «Повести временных лет»: к вопросу о достоверности // Вестник Удмурт. университета. Сер. «История».— 2003. — С. 107—112.
- «Мужики» в былинах киевского цикла: историческая реальность фольклорного термина // Шестая российская университетско-академическая научно-практическая конференция: материалы докладов. — Ижевск. Изд-во УдГУ, 2003. — С. 64—65.
- Священные правители языческой Руси в былинах и зарубежных источниках // Русь средневековая. Интернет-альманах. 2004.
- Череп-трофей в русских былинах: датирующий мотив // Русь средневековая. Интернет-альманах. 2004.
- Христианство в былинах: наслоение или почва // Русь средневековая. Интернет-альманах. 2004.
- Размышления о волхвах из русских летописей // Русская Традиция. Альманах. — М.: Ладога-10, 2006. — Вып. 4. — С. 105—120.
- Проблема смердов: антропонимический аспект" // Filologické vědomosti. — 2016. — № 1. — С. 56-57.
- Образ волка в «Слове о полку Игореве»: мировоззренческий аспект // Восточно-европейский научный вестник. — 2016. — № 2. — С. 59—64.
- Антропонимический аспект проблемы смердов // Первый шаг в науку. — 2016. — № 1—2 (13—14). — С. 14—15.
- Марена новгородская: к возможной трактовке одного образа из берестяных грамот // Восточно-европейский научный вестник. — 2016. — № 4. — С. 58—61.
- Об этнической принадлежности смердов // Slavery: Theory and Practice. — 2016. — Vol.(1). — Is.1 — P. 24—27
- «Преже Перуна, бога их»: к вопросу о мнимой «периодизации славянского язычества» // Восточно-Европейский научный вестник. — 2017. — № 3 (11). — С. 55-57.
- К вопросу о «народе Рос» у Псевдо-Захарии Ритора // Исторический формат. № 3—4, 2018. — С. 246.
- Об одном восточнославянском мотиве в исландской «Саге о Боси и Херрауде» // Европа в Средние века и Новое время: Общество. Власть. Культура: материалы VI Всероссийской с международным участием научной конференции молодых ученых. Ижевск, 4—5 декабря 2018 г. / УдмФИЦ УрО РАН. — Ижевск: Институт компьютерных исследований, 2019. — С. 80—91.
- Об одном вероятном шаманском мотиве в русских былинах. Послесловие д.и.н. К. Ю. Рахно // Исторический формат. — 2020. — № 1. — С. 8—20.
- Славянские культовые и магические практики в эпиграфике средневекового Новгорода XI—XV вв. // Исторический формат. — 2020. — № 2. — С. 25—49.

## Произведения на основе творчества Льва Прозорова
- «Сказка о князе Игоре» — любительский мультфильм, размещён в Интернете 26 октября 2011 года.
- «Коловрат» — баллада группы GjeldRune по роману «Евпатий Коловрат». Размещена в Интернете 26 ноября 2012 года.
- «Секира старого Торира» — графическая новелла по одноимённому рассказу, издана в 2014 году.
- «Только тело» — короткометражный фильм по одноимённому рассказу.
- Стихотворения Л. Р. Прозорова Последний из Лайонассы и Баллада о короле Радботе положены на музыку гуслярами-любителями.